# Grégory Habeaux
Grégory Habeaux, né le 20 octobre 1982 à Bassenge, est un coureur cycliste belge, professionnel de 2005 à 2018.

## Biographie
À 35 ans, il met un terme à sa carrière le 11 avril 2018, pour raisons médicales. Il reste dans l'encadrement de l'équipe continentale professionnelle WB-Veranclassic-Aqua Protect qu'il a rejoint en 2015.

## Palmarès
- 2000
  - 1re étape de la Vuelta al Besaya
  - 2e de la Flanders-Europe Classic
- 2004
  - 1re étape du Tour de la province de Liège
  - 2e du Tour de la province de Liège
- 2010
  - 2e des Boucles de la Mayenne
- 2011
  - À travers le Hageland
- 2015
  - 3e du Velothon Wales
  - 3e de l'Internationale Wielertrofee Jong Maar Moedig
- 2017
  - 2e de Paris-Chauny

## Classements mondiaux
| Année           | 2005  | 2006  | 2007 | 2008 | 2009  | 2010 | 2011 | 2012 | 2013 | 2014 |
| --------------- | ----- | ----- | ---- | ---- | ----- | ---- | ---- | ---- | ---- | ---- |
| UCI Africa Tour |       |       |      |      |       |      | 191e |      |      | 75e  |
| UCI Asia Tour   |       | 148e  |      |      |       |      |      |      |      |      |
| UCI Europe Tour | 1134e | 1248e | 698e |      | 1054e | 298e | 368e | 522e | 922e |      |